# Santa Terezinha (Mato Grosso)
Santa Terezinha – miasto i gmina w Brazylii, w stanie Mato Grosso.